# Мингбулак (гора)
Мингбула́к (каз. Мыңбұлақ тауы, узб. Mingbuloq tog‘i, Мингбулоқ тоғи) — высочайшая вершина хребта Каржантау (в составе Западного Тянь-Шаня). Высота — 2823 м.

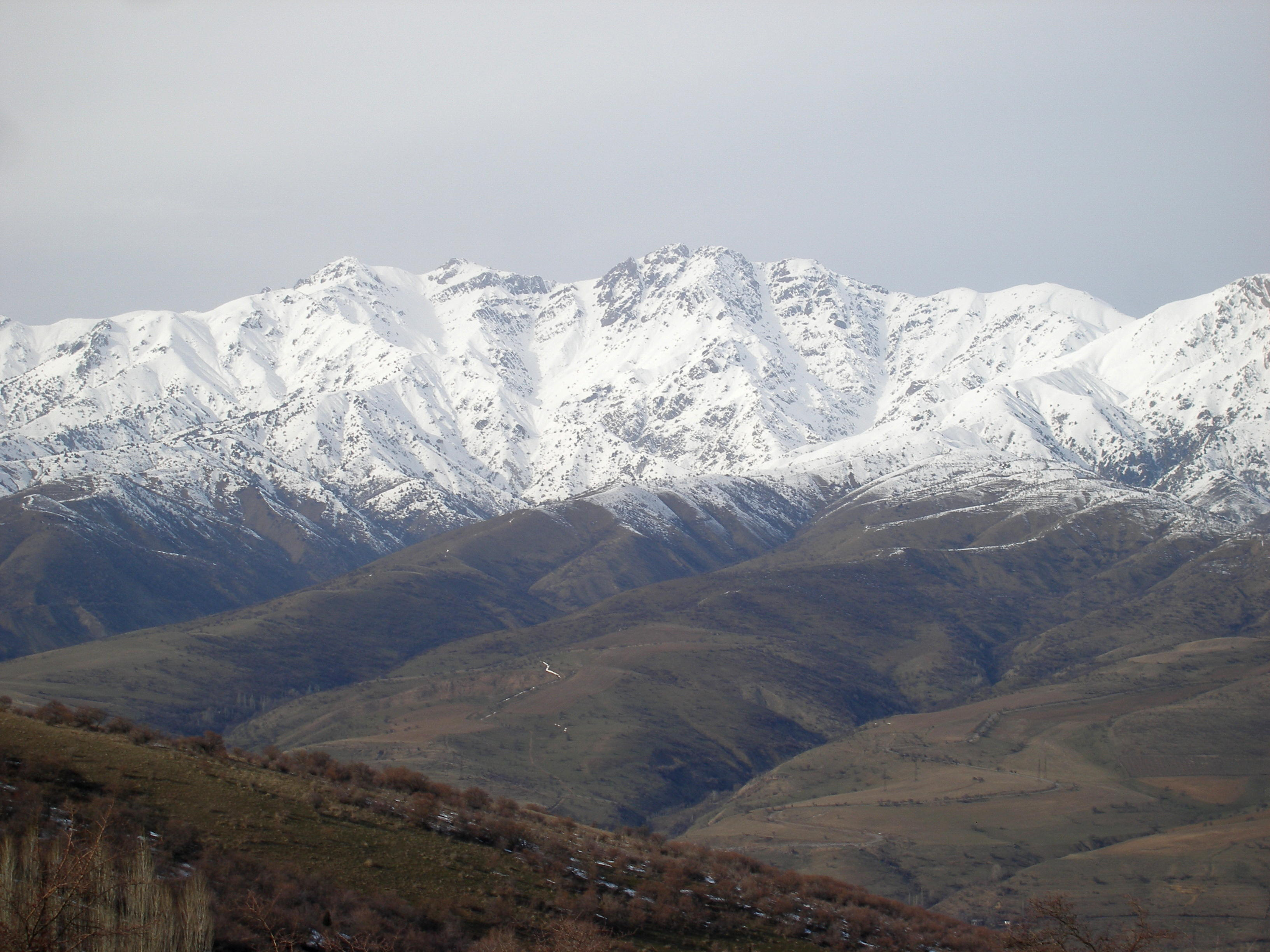
Мингбулак и прилегающий возвышенный участок хребта Каржантау

Гора Мингбулак расположена на границе Узбекистана (Ташкентский вилоят) и Казахстана (Южно-Казахстанская область).
Горная вершина сильно расчленена. Мингбулак имеет рельеф альпийского типа. Сложен палеозойскими интрузивными и метаморфическими горными породами.
По склонам, на тёмно-бурых почвах, распространены массивы арчового редколесья и разнотравные луга.
Вершина служила местом тренировок альпинистов.
С северо-западного склона Мингбулака стекают истоки реки Каржансай (приток Келеса), с юго-восточного — истоки реки Кызылсу (приток Чирчика).

## Этимология
Как и многие другие тюркские топонимы мингбулак состоит из гидротерминов, так минг — означает «тысяча», а булак — «источник», «ручей», «родник», таким образом Мингбулак может значить «тысячу источников».